# 陸建章
陸 建章（りく けんしょう）は、清末民初の軍人・政治家。北京政府・直隷派に属した。なお、馮玉祥は陸建章の妻の甥の夫という親族関係がある。字は朗斎。号は八庚。

## 事跡
1881年（光緒7年）に淮軍に参加した。1885年（光緒11年）、天津武備学堂に入学する。1887年（光緒13年）、同学堂の教官となった。1895年（光緒21年）に袁世凱の新建陸軍に加わる。順調に昇進を重ね、1905年（光緒31年）、第6鎮第11協統領官に就任した。さらに山東曹州鎮総兵、広東高州鎮総兵、広東北海鎮総兵を歴任している。
1911年（宣統3年）の武昌起義に際しては、職務放棄の咎で罷免されてしまう。まもなく北京に召還され、京防営務処総弁に就任した。また、このときに、灤州起義で逮捕された馮玉祥の釈放に助力している。1912年（民国元年）、北京総統府警衛軍参謀官、左路備補軍統領をつとめる。さらに警衛軍統領兼北京軍警執法処処長に昇進した。
1914年（民国3年）、所属部隊は陸軍第7師に改組され、陸建章は同師師長兼豫陝剿匪督弁に任命される。陝西省などで活動する白朗の討伐に従事した。同年6月、張鳳翽の後任として陝西都督に就任し、まもなく威武将軍督理陝西軍務（陝西将軍）に任命された。1915年（民国4年）12月の袁世凱の皇帝即位でも、陸建章はこれを支持し、一等伯爵に封じられた。
しかし、護国戦争（第三革命）が発生し、袁世凱が皇帝即位を取り消すと、陸建章の陝西省における権威は崩壊していく。1916年（民国5年）5月9日、配下の陝北鎮守使陳樹藩が独立を宣言し、また、子の陸承武も革命派の鎮圧に向かって逆に兵変で捕虜とされた。陸建章は、陸承武の身柄引渡しなどを条件に、陳樹藩に陝西省の統治権を譲渡し、北京に逃げ帰った。
北京に戻ってからは、陸建章は直隷派に属し、第16混成旅を率いる馮玉祥を利用して北京政府内で台頭を目指す。1917年（民国6年）、炳威将軍に任命され、さらに総統府高等軍事顧問に就任した。安徽派と直隷派の南方政府をめぐる路線対立では、直隷派の重要幹部として、さまざまな謀略を駆使した。しかし、段祺瑞ら安徽派の陸建章に対する反感が強まっていく。
1918年（民国7年）6月14日、陸建章は天津で安徽派の徐樹錚の急襲を受けて暗殺されてしまった。享年57。後に馮玉祥は、陸建章の復仇として、徐樹錚を暗殺している。